# Sunshine Molly
Sunshine Molly er en amerikansk stumfilm fra 1915 af Lois Weber og Phillips Smalley.

## Medvirkende
- Lois Weber som Sunshine Molly.
- Phillips Smalley som Bull Forrest.
- Adele Farrington som Widow Budd.
- Margaret Edwards som Mirra Budd.
- Herbert Standing som Pat O'Brien.